# Smolsko, Sofia
Smolsko (în bulgară Смолско) este un sat în comuna Mirkovo, regiunea Sofia,  Bulgaria.

## Demografie
Componența etnică a satului Smolsko
     Bulgari (97,31%)
     Nicio identificare (2,68%)
     Altele (0%)
La recensământul din 2011, populația satului Smolsko era de 298 locuitori. Din punct de vedere etnic, majoritatea locuitorilor (97,31%) erau bulgari. Pentru 2,68% din locuitori nu este cunoscută apartenența etnică.